# Zaisenhausen
Zaisenhausen là một thị trấn thuộc huyện Karlsruhe ở Baden-Württemberg in Đức. Đô thị này có diện tích 10,11 km², dân số thời điểm 31 tháng 12 năm 2006 là 1744 người.